# USA for Africa
USA for Africa (United Support of Artists for Africa, aide unie des artistes pour l'Afrique) est le nom d'un groupe de quarante-quatre artistes américains, dirigé par Harry Belafonte, Kenny Rogers, Michael Jackson et Lionel Richie.
Le 28 janvier 1985, ils enregistrent la chanson We Are the World, sur l'album du même nom. Plus de 20 millions de singles furent vendus et le titre reçut le Grammy Award de la chanson de l'année.
We Are The World reste le disque à caractère humanitaire le plus vendu de tous les temps et un des singles les plus vendus au monde.

## Artistes
- Dan Aykroyd
- Harry Belafonte (†)
- Lindsey Buckingham
- Kim Carnes
- Ray Charles (†)
- Bob Dylan
- Sheila E.
- Bob Geldof
- Hall & Oates
- James Ingram (†)
- Jackie Jackson
- La Toya Jackson
- Marlon Jackson
- Michael Jackson (†)
- Randy Jackson (musicien)
- Tito Jackson (†)
- Al Jarreau (†)
- Waylon Jennings (†)
- Billy Joel
- Cyndi Lauper
- Huey Lewis and the News
- Kenny Loggins
- Bette Midler
- Willie Nelson
- Jeffrey Osborne
- Steve Perry
- The Pointer Sisters
- Jeff Porcaro (†)
- Lionel Richie
- Smokey Robinson
- Kenny Rogers (†)
- Diana Ross
- David Paich
- Paul Simon
- Bruce Springsteen
- Tina Turner (†)
- Dionne Warwick
- Stevie Wonder
- Michael Boddicker - synthétiseurs, programming
- Paulinho Da Costa - percussions
- Louis Johnson - basse (†)
- Quincy Jones - producteur (†)
- Michael Omartian - claviers, producteur
- Greg Phillinganes - claviers

### Artistes peintres
Keith Haring a réalisé en 1985 une toile intitulée Michael Stewart: USA For Africa pour se révolter contre le manque de réaction face à l'injustice de la mort de Michael Stewart (en), jeune graffeur afro-américain, en 1983.